# Celestine Joseph Damiano
Celestine Joseph Damiano (* 1. November 1911 in Dunkirk, New York; † 2. Oktober 1967 in Camden, Camden County, New Jersey) war ein US-amerikanischer Geistlicher der römisch-katholischen Kirche. Von 1960 bis zu seinem Tod war er Bischof von Camden.

## Leben
Damiano war der älteste von sechs Kindern von Vito und Stella Damiano, zwei italienischen Einwanderern. Nach dem Schulbesuch in Dunkirk studierte er zwei Jahre am St. Michael’s College und an der Päpstlichen Universität Urbaniana Theologie und Philosophie.
Am 21. Dezember 1935 empfing er in Rom die Priesterweihe für das Bistum Buffalo. Danach war er in der Seelsorge tätig und wechselte 1947 an die Kongregation für die Verbreitung des Glaubens.
Papst Pius XII. ernannte ihn am 27. November 1952 zum Titularerzbischof von Nilopolis in Epiro und Apostolischen Delegaten in Südafrika. Die Bischofsweihe spendete ihm am 11. Februar 1953 Joseph Aloysius Burke in der St. Josephs Cathedrale in Buffalo. Mitkonsekratoren waren John Francis O’Hara CSC, Erzbischof von Philadelphia, und Leo Richard Smith, Weihbischof in Buffalo. In seiner Zeit in Südafrika trat er als Gegner der Apartheid auf.
Nach dem Tod von Justin Joseph McCarthy ernannte Papst Johannes XXIII. ihn am 24. Januar 1960 zum Erzbischof ad personam des Bistums Camden. Am 3. Mai 1960 war die Inthronisation in der Kathedrale von Camden.
Damiano nahm an allen vier Sitzungsperioden des Zweiten Vatikanischen Konzils als Konzilsvater teil.
Er starb während einer Gallenblasenoperation. Er wurde auf dem Cherry Hill begraben.